# أسطورة سوداء
أسطورة سوداء:

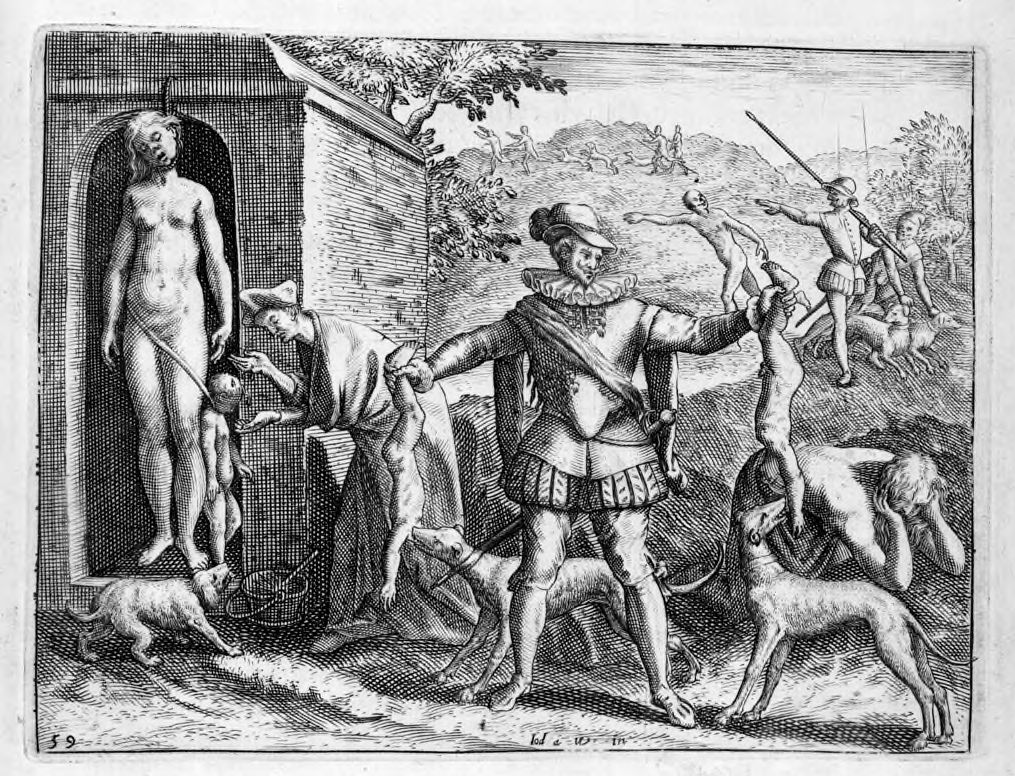
صورة تعبيرية وليست حقيقية

«أسطورة سوداء» هي ظاهرة تاريخية يجري فيها توجيه اتجاه مستدام في الكتابة التاريخية للتقارير المتحيزة وإدخال حقائق ملفقة ومبالغ فيها و/أو غير مفهومة ضد أشخاص أو دول أو مؤسسات معينة، بقصد خلق صورة مشوهة وغير إنسانية بنحو فريد لهم، بينما يُخفون مساهماتهم الإيجابية في التاريخ. استُخدم المصطلح أول مرة من قبل الكاتب الفرنسي «آرثر ليفي»، في عمله عام 1893 «نابليون الجوهري».
على النقيض من عبارة «الأسطورة الذهبية»، التي كانت متداولة في جميع أنحاء أوروبا منذ نشر كتاب بهذا الاسم خلال العصور الوسطى. ارتُكبت أساطير سوداء ضد العديد من الدول والثقافات، وعادةً ما يكون ذلك نتيجة للدعاية وكراهية الأجانب. على سبيل المثال، الأسطورة الإسبانية السوداء هي النظرية القائلة بأن الدعاية السياسية المناهضة للإسبانية، سواء كانت عن إسبانيا أو الإمبراطورية الإسبانية أو أمريكا اللاتينية، جرى استيعابها وتحويلها إلى قوالب نمطية على نطاق واسع، افتُرض أن إسبانيا كانت، شريرة بنحو فريد.
العناصر المشتركة للأساطير السوداء:
السمة المميزة للأسطورة السوداء هي أنه قد اختُلقت ونُشرت قصدًا. تميل الأساطير السوداء أيضًا إلى مشاركة بعض العناصر الإضافية:
• الانحطاط الدائم: تميل الأساطير السوداء إلى تصوير رعاياها على أنهم في حالة انحطاط دائمة.
• نسخة متدهورة أو ملوثة من شيء آخر: يُصَور الموضوع على أنه شكل منحل لشخص آخر، عادة ما يكون حضارة أخرى، أو أمة، أو دين، أو عرق، أو شخص. يمثل الشكل الحقيقي والنقي والنبيل لأي موضوع كان ينبغي أن يكون عليه موضوع الأسطورة السوداء، ويميل هذا إلى التطابق مع كل من يبني الأسطورة.
• حادثة الجدارة: تميل الأساطير السوداء إلى التقليل من المزايا التي لا يمكنها محوها أو إخفاءها بالكامل، إما بتصويرها على أنها (مجرد حظ)، أو انتهازية، أو -في أفضل الأحوال- على أنها صفات منعزلة.
• الإجراءات الأخلاقية الإلزامية: عندما لا يمكن إنكار عمل نبيل من قبل الذات،  يجري تقديمه بطريقة أو بأخرى على أنه جرى بدافع المصلحة الذاتية أو بدافع الضرورة.
• النقص الأخلاقي والطابع غير القابل للإصلاح: الأسطورة السوداء لها نغمة أخيرة لا أمل فيها في التحسن، لأن العيوب كانت موجودة منذ البداية ولا يمكن التغلب عليها بسبب الضعف الأخلاقي عادة.
تميل روايات الأساطير السوداء إلى:
• الأوصاف المفصلة والمروعة للتعذيب والعنف، التي لا يبدو أنها تخدم أي غرض عملي في كثير من الحالات.
• العناصر الجنسية، إما فساد جنسي شديد أو قمع أو في كثير من الأحيان مزيج من الاثنين.
• جهل، الافتقار إلى الصقل الفكري أو الاستقلالية.
• الجشع والمادية والاتهامات بعدم احترام المقدسات أو المؤسسات أو القواعد الأخلاقية المهمة جدًا.
• الموضوع، عادة ما يكون جشعًا أو قسوة أو سادية أو تعصبًا، يبني شخصية متسقة ويظل ثابتًا خلال الأسطورة، حتى لو تغيرت  البراهين المحددة لدعمها أو حتى تعارضت مع البراهين الأولية.
• بساطة العناصر، غالبًا تكرار الحكايات أو السيناريوهات نفسها مع اختلافات مختلفة. غالبًا ما تُقدم الدوافع لاتخاذ الإجراءات، ولكنها إما دافع واحد أو اثنين، سلبيًا وواضحًا وثابتًا.
الأسطورة الإسبانية السوداء:
تشمل العوامل التي من شأنها أن تميز الأسطورة الإسبانية السوداء عن الآخرين تغلغلها غير الطبيعي وانتشارها عبر الدول، ومكونها العنصري، واستمرارها غير الطبيعي عبر الزمن. اقتُرحت أسباب ذلك على النحو التالي:
1. تداخل فترة روعة الإمبراطورية الإسبانية مع ظهور المطبعة في إنجلترا وألمانيا، مما سمح للدعاية لمثل هؤلاء المنافسين الاستعماريين والدينيين بالانتشار بنحو أسرع وأوسع من أي وقت مضى واستمرارها فترةً طويلة بعد اختفاء الإمبراطورية الإسبانية.[5] يوجد اعتقاد بأن الإسبان -الذين اشتهروا بوحشيتهم- نجحوا في التحول إلى الكاثوليكية، لأن السكان الأصليين وجدوا الأصنام مماثلة لدينهم.
2. الدوام بعد تفكك الإمبراطورية بسبب العوامل الدينية.
3. تفكيك واستبدال طبقة المثقفين الإسبان بأخرى أكثر تفضيلًا للخصم السابق (فرنسا) بعد حرب الخلافة الإسبانية، التي أسست السرد الفرنسي في البلاد.[6]
4. الخصائص الفريدة للحروب الاستعمارية في الفترة المعاصرة المبكرة، وحاجة القوى الاستعمارية الجديدة إلى إضفاء الشرعية على المطالبات في المستعمرات الإسبانية المستقلة الآن، فضلًا عن الخصائص الفريدة والجديدة للإمبراطورية البريطانية التي خلفتها.[7]

تحظى فرضية أسطورة إسبانية سوداء تستوعب الدعاية المناهضة للإسبان من القرنين السادس عشر والسابع عشر بمستوى عالٍ من القبول بين المتخصصين، ولكن مدى انتشارها والبيانات التي أثرت فيها، وما حدث بالفعل بدلًا من ذلك، لا يزال محل نقاش، خاصة فيما يتعلق  بالاستعمار الإسباني للأمريكيتين، إذ أُثبِتت  موثوقية عدد قليل من المصادر المكتوبة.
يستكشف المؤرخون الآن تقنيات البحث الجيني، وكذلك تقنيات التحقيق العلمية والإحصائية الجديدة. يوجد أيضًا نقاش حول ما إذا كانت الأسطورة الإسبانية السوداء لا تزال سارية اليوم. بينما يعتقد بعض المؤلفين مثل أن «الأسطورة السوداء تستمر في التأثير في سياسات العصر الحديث والعلاقات الدولية»، ويعتقد مؤلفون آخرون، مثل «هنري كامين»، أنه جرى التخلي عنها. عزا بعضهم العديد من المشكلات بين الكنيسة الأسقفية والجماعة اللاتينية إلى الأسطورة السوداء.
الأسطورة السوداء الروسية:
توجد حجة يمكن تقديمها حول معاناة روسيا من أسطورة سوداء خاصة بها. التزوير مثل إرادة «بطرس الأكبر»، سيكون جزءًا منها. تصف «ليديا بلاك»، في عملها «الروس في ألاسكا»، ما تعده جزءًا من تطوير أسطورة سوداء روسية.